# Sinister 2
Sinister 2 es una película de terror estadounidense de 2015 protagonizada por James Ransone y Shannyn Sossamon, dirigida por Ciaran Foy y escrita por Scott Derrickson y C. Robert Cargill. Es una secuela de la película británica del 2012, Sinister, que tuvo como protagonista a Ethan Hawke.

## Argumento
La historia transcurre un año después de la muerte de Ellison Oswalt (interpretado por Ethan Hawke) y su familia a manos de su pequeña hija Ashley Oswalt (interpretada por Clare Foley), quien descuartizó a su familia siguiendo las órdenes del demonio Bughuul. En este nuevo filme nos encontramos con una familia separada, formada por una madre y sus dos hijos gemelos, que se mudan a una pequeña granja, evadiendo al padre de estos, porque la madre está tratando de conseguir el divorcio debido al abuso que sufrían ella y sus hijos a manos del hombre.
Al lugar llegó el exagente So & So (interpretado por James Ransone, quien tiene breves apariciones en la primera película), que había seguido investigando por su cuenta los sucesos y consecuencias de los misteriosos asesinatos que investigó Ellison Oswalt.
Todo comienza cuando el exagente So & So (ahora detective) se entera de la muerte de la familia Oswalt y de las investigaciones de Ellison, y trata de descifrar y armar el rompecabezas de como sucedieron aquellos asesinatos, mientras Courtney (interpretada por Shannyn Sossamon) y sus dos hijos Dylan y Zach (interpretado por los hermanos Robert y Dartanian Sloan) se instalan en una granja de una amiga de Courtney al tratar de escapar de su abusivo padre Clint (interpretado por Lea Coco). En la casa se desencadenan las pesadillas de Dylan quien conoce a un niño llamado Milo (Lucas Jade Zumann) que le enseña unas películas que él y sus amigos habían grabado para Bughuul. Milo le enseñaba a Dylan una película cada noche dándole a entender que sería así como debería grabar su propia película, se suponía que solo las veían el y los niños pero su hermano también lo hacía, unos días después de que la familia se mudara llega el detective a la granja con intenciones de quemarla, pero se encuentra con Zack y entonces se da cuenta de que la casa no está deshabitada como él creía, entonces decide hablar con Courtney y luego de un pequeño altercado con el padre de los niños decide ayudarla con su esposo, mientras está ahí decide también revisar la iglesia donde se había cometido previamente un homicidio y se lleva la sorpresa de encontrarse unas extrañas sombras de unos niños y de Bughuul quienes lo espantan haciéndolo rápidamente abandonar el lugar.
Entonces él detective viaja hasta su oficina de donde había recibido una llamada en la que le decían que había información importante para el, cuando él llega descubren un audio de un niño diciendo unos números y al último pronunciando el nombre de Bughuul.
Mientras esto sucede, Zach empieza a tener celos de su hermano porque el quería grabar la película, entonces golpea a su hermano pensando que así se ganaría la simpatía de los niños, sin embargo estos se enojan con el e incitan a Dylan a que se vengue. Esa noche los niños debían mostrarle a Dylan la última película pero este rechaza a Milo y decide no verla, entonces es perseguido por los niños y por Bughuul por la casa, cuando los niños se dan cuenta de que Dylan no va a cambiar de opinión eligen a su hermano como anfitrión de la película dándole la oportunidad de asesinar a toda su familia.
Es entonces cuando Clint va en busca de Courtney con una orden judicial que exigía entregar a sus hijos o abandonar la casa y regresar con su abusivo esposo, el detective vuelve a la granja y se da cuenta de que Courtney y los niños no estaban, es entonces cuando se da cuenta de que Bughuul iría tras la familia. El detective intenta llamar a Courtney pero sus llamadas son rechazadas por Clint quien contesta de forma grosera.
Aun así después de leer el mensaje, el detective, va al encuentro con Courtney y sus hijos para avisarles del inminente peligro pero cuando llega a la casa de Clint es brutalmente golpeado por este, quien está celoso porque piensa que el detective tenía intenciones con su esposa.
Al día siguiente, llega el gran día de Zach, quien se prepara para hacer su película. Entonces comienza a grabar las primeras escenas en la tarde de almuerzo con su familia y Dylan con miedo le envía un mensaje al detective pidiéndole ayuda.Es entonces cuando el detective decide ir al rescate pero llega a la casa y no encuentra a nadie, es entonces cuando ve un extraño humo proveniente de la granja.
Mientras So&So llegaba, Zach asesinó a su padre colgándolo en una cruz y bañándolo de gasolina para posteriormente quemarlo; lo mismo iba a hacer con su madre y su hermano pero el detective llegó a tiempo y golpeo con el coche a Zach, mientras él estaba inconsciente por el golpe el detective aprovechó en bajar de las cruces a Courtney y Dylan. Cuando Zach recupera el conocimiento, Milo le señala la cámara tirada indicando que debe continuar con la película, entonces Zach agarra una hoz y de un movimiento le corta los dedos al detective comenzando luego a perseguir, a su madre y a su hermano por toda la granja hasta llegar a la casa de Clint donde ellos se escabullen. Ya en la casa Milo y los demás ayudan a Zach a buscar a Courtney y a Dylan por la casa para que pueda asesinarlos personalmente; los buscan hasta que logran acorralarlos en la sala, pero entonces, llega el detective y con un fierro le propina un golpe a la cámara tan fuerte que la rompe y Zach desesperado va en busca de una nueva cámara para terminar su película pero no encuentra nada y los niños le reprochan diciéndole que ya no podrán regresar y que ha hecho enojar a Bughuul. Es entonces donde el demonio aparece muy enojado y coge del hombro a Zach, llevándoselo con él al más allá e incendiando todo el lugar. Cuando la casa comienza a arder el detective urge a Courtney y Dylan a salir, teniendo que prácticamente arrastrar a Courtney fuera ya que ella no quería dejar a su hijo atrás.
Es cuando ya han escapado de todo y pasan por el motel para recoger las cosas que dejó allí el detective. Entonces de repente aparece en el escritorio de la habitación la radio en la que éste había escuchado las coordenadas previamente y se enciende sola, por lo que inmediatamente se comienza a escuchar la voz de lo que parece ser un hombre de voz muy grave diciendo "Son los niños... Son los niños", luego se escucha las voces de los niños repitiendo al unísono "Él se lleva a los niños... Él consigue a los niños". Hay una breve pausa y la transmisión finaliza con la voz de una niña pequeña diciendo con voz burlona "Detective...". Cuando el detective escucha esto, comienza a acercarse a la radio para investigar y aparece la cara de Bughuul a un lado, la pantalla funde en negro y la película termina.

## Elenco
- James Ransone como So & So.
- Robert Sloan como Dylan.
- Dartanian Sloan como Zach.
- Shannyn Sossamon como Courtney.
- Jaden Klein como Ted.
- Lucas Jade Zumann como Milo.
- Laila Haley como Emma.
- Olivia Rainey como Catherine.
- Caden M. Fritz como Peter.
- Claudio Encarnación como Alex.
- Lea Coco como Clint.
- Nick King como Bughuul a.k.a. Sr. Boogie

## Producción
Se anunció una secuela en marcha en marzo de 2013, con Scott Derrickson en conversaciones para escribir el guion con C. Robert Cargill, pero no para dirigirla como había hecho en la primera película. El 17 de abril de 2014, se anunció que Ciaran Foy dirigiría la película, y que Brian Kavanaugh-Jones, Charles Layton, Xavier Marchand y Patrice Théroux serían los productores ejecutivos.
La película se estrenó el 21 de agosto de 2015.

### Filmación
La filmación empezó el 19 de agosto de 2014 en Chicago.